# Psychoda subinflata
Psychoda subinflata är en tvåvingeart som beskrevs av Satchell 1955. Psychoda subinflata ingår i släktet Psychoda och familjen fjärilsmyggor. Inga underarter finns listade i Catalogue of Life.